# Ов
Ов (фр. Auve) насеље је и општина у североисточној Француској у региону Шампањ-Арден, у департману Марна која припада префектури Сент Манеу.
По подацима из 2011. године у општини је живело 261 становника, а густина насељености је износила 11,2 становника/km². Општина се простире на површини од 23,3 km². Налази се на средњој надморској висини од 162 метара.

## Демографија
| 1962. | 1968. | 1975. | 1982. | 1990. | 1999. | 2011. |
| ----- | ----- | ----- | ----- | ----- | ----- | ----- |
| 313   | 285   | 254   | 241   | 229   | 219   | 261   |

График промене броја становника у току последњих година